# Линчёпингский замок
Линчёпингский замок (швед. Linköpings slott) — замок в Линчёпинге, Эстергётланд, Швеция. Находится напротив Линчёпингского кафедрального собора.

## История
Епископ Гизл из диоцеза Линчёпинга построил епископскую ферму с известняковым замком в 1149 году. После того, как король Густав Ваза провёл Реформацию в Швеции в 1527 году, поместье было преобразовано в королевский замок. В 1570-х годах король Юхан III (1537—1592) заказал перестроить замок голландскому архитектору Арендту де Рою, который добавил новое трёхэтажное крыло вдоль южной стены; он также надстроил один этаж над западным нефом. Весь замок тогда был белым с красными окантовками вокруг дверей и некоторых окон. В конце XVI века при короле Карле IX (1550—1611) замок был перестроен в стиле Возрождения.
С 1785 года замок является резиденцией губернатора лена Эстергётланд, а с 1935 года — государственным памятником архитектуры. В 2000 году на трёх этажах северного крыла замка был открыт музей замка и собора Линчёпинга.